# Народный фронт (Чили)
Народный фронт Чили (исп. Frente Popular) — коалиция левых и левоцентристских партий, существовавшая с мая 1936 по февраль 1941 года. Образован в соответствии с выдвинутой ИККИ концепцией Народного фронта с целью консолидации демократических сил и недопущения захвата власти в Чили местными фашистами во главе с Карлосом Ибаньесом и Хорхе Гонсалесом фон Мареесом.
Центральной силой блока являлся союз Радикальной партии и Коммунистической партии, к которому присоединились социалисты и демократы. Фактическим продолжением Народного фронта явился Демократический альянс, существовавший до 1946 года.

## История

### Возникновение
Восстановление демократического строя после длительного периода политической нестабильности 20-х годов (когда один за другим произошли несколько военных переворотов правого и левого толка, одно время власть была сосредоточена в руках диктатора Карлоса Ибаньеса, пытавшегося установить фашистскую диктатуру итальянского типа, за что получил прозвище «Муссолини Нового Света», а после его свержения Чили на несколько дней успело побывать социалистической республикой) и принятие новой Конституции дало Чили некоторую передышку для восстановления легитимности институтов политической власти, однако Великая депрессия и всё большая склонность занимавшего третий президентский срок Артуро Алессандри к авторитаризму вновь погрузили страну в состояние политического кризиса. «Лев из Тарапаки» (как называли Алессандри его сторонники) потерял поддержку левых и всё чаще прибегал к политическим репрессиям в отношении недовольных. Это привело к выходу из его правительства  Радикальной партии и значительному росту влияния коммунистов. Сторонники экс-лидера Социалистической республики Мармадуке Грове 19 апреля 1933 года провозгласили образование Социалистической партии Чили. Новую партию возглавили сам Грове и Оскар Шнаке. В августе 1935 года коммунисты поддержали на довыборах в Сенат выдвинутого радикалами кандидата, что стало первым актом сближения этих партий.
Теряя поддержку левых, Алессандри начал потворствовать деятельности набирающих популярность на волне Великой депрессии ультраправых. В 1932 году было создано Национал-социалистическое движение Чили во главе с Гонсалесом фон Мареесом. Эта организация нацистского толка открыто поддерживала гитлеровский Третий Рейх и активно вербовала в свои ряды лиц немецкого происхождения, а также люмпенов. Чилийские нацисты сформировали свои штурмовые отряды по типу немецких и активно поддерживали контакты как с президентом Алессандри, так и с находившемся за границей экс-диктатором Ибаньесом, надеясь использовать их для захвата власти в стране. Чили (в силу наличия там многочисленной немецкой колонии) играло важную роль в гитлеровских планах проникновения в Латинскую Америку, поэтому НСДЧ рассчитывало и на помощь извне.
Параллельно с нацистской партией, в 1935 году активисты католического студенческого движения Эдуардо Фрей Монтальва, Радомиро Томич и Рафаэль Гумусио основали, по образцу аналогичной испанской структуры, Национальную фалангу, придерживавшейся фашизма в его испанской интерпретации. Однако после начала гражданской войны в Испании идеологические положения Фаланги были изменены в сторону христианской демократии и клерикального реформизма.
Рост влияния фашизма в мире вынудил Коминтерн отказаться от прежней стратегии отказа от любых союзов коммунистов с демократическими силами и выдвинуть стратегию Народного фронта. В Чили, где (также, как и во Франции и Испании) существовала реальная опасность захвата власти местными фашистами, эта стратегия вызвала значительный отклик. С целью организационного оформления левоцентристского альянса, радикалы и коммунисты сформировали комитет Народного фронта, разработавший правительственную 
программу, включавшую в себя такие требования, как увеличение зарплат, сокращение продолжительности рабочего дня, введение прогрессивного налога на крупные состояния, запрещение экспроприации крестьянских земель, роспуск всех фашистских организаций и «республиканской милиции». Последнее требование Алессандри был вынужден исполнить.
Формирование Народного фронта натолкнулось на непредвиденные трудности. Если испанский и французский альянс формировались, как союз коммунистов и социалистов, к которому присоединялись прогрессивные либеральные и демократические силы, то в Чили наиболее последовательным партнёром коммунистов стала мелкобуржуазная Радикальная партия, в которой поддерживавшее Алессандри правое крыло уступило противникам «Льва из Тарапаки» во главе с Хуаном Антонио Риосом. Глава соцпартии Шнаке считал КПЧ «агентурой Москвы» и на официальное обращение той о присоединении социалистов к создаваемому блоку ответил отказом. Однако благодаря усилиям Грове, Сальвадора Альенде и Хосе Тоа, позиция руководства СПЧ изменилась и 19 марта 1936 года Радикальная и Социалистическая партии вошли в альянс с КПЧ, к которому присоединилась также Демократическая партия.

### Парламентские и президентские выборы. Преодоление попытки фашистского путча
В марте 1937 года в Чили состоялись парламентские выборы. Народному фронту противостоял правящий альянс Либеральной (партия Алессандри) и Консервативной партий, а также Национальная фаланга Фрея, многочисленные сторонники Ибаньеса (не имевшие, однако, собственной партии) и нацисты фон Марееса. Хотя сторонники Алессандри смогли сохранить парламентское большинство (проведя 27 сенаторов и 82 депутатов), Народный фронт получил 65 мест в Палате депутатов и 18 — в Сенате. Серьёзный результат показала соцпартия, проведя 3-х своих кандидатов в Сенат и 19 — в Палату депутатов, коммунисты впервые заявили о себе как общенациональная сила, получив 4,16% голосов и проведя 1 сенатора и 6 депутатов. Обратной стороной выборов стали 14 564 голосов (3,53%), полученных Национал-социалистическим движением (занявшим третье место после правящей коалиции и Народного фронта, если учитывать результаты их партий совокупно), что позволило ему провести в Палату депутатов 3-х своих членов.
К президентским выборам 1938 года поляризация сторон усилилась. В Чили возвратился Карлос Ибаньес, решивший вернуться к власти легальным путём и выдвинувший свою кандидатуру на пост Президента. Он позиционировал себя как сторонника простого народа, обещая масштабные социальные реформы. В пику Народному фронту (и с целью оттянуть от него голоса) его сторонники создали Народный освободительный альянс, чья программа отличалась малой конкретикой и призывала к «лечению социальных болезней общества» и «борьбе против олигархии». Коммунистическая партия в ноябре 1937 года выпустила специальное «Послание к народу Чили», в котором разоблачала Ибаньеса как близкого к фашистам демагога.
Партии Народного фронта договорились выдвинуть единого кандидата от всего альянса, однако долго не могли определиться с его кандидатурой. Социалисты выдвинули Мармадуке Грове как популярного в стране лидера Социалистической республики. Радикалы столкнулись с разногласиями между крыльями своей партии, выдвигавшими Хуана Риоса и Педро Агирре Серда, считавшегося представителем умеренной части РП (в конце 1937 года съезд партии большинством голосов одобрит его выдвижение). Коммунисты выдвинули своего лидера Элиаса Лаферте, но были готовы снять его. В апреле 1938 года был созван «левый конвент» (450 делегатов от РП, 350 — от СПЧ, по 120 — от КПЧ и Демократической партии, 60 — Конфедерация трудящихся Чили). В ходе 14 туров голосования, единым кандидатом от Народного фронта был избран Педро Агирре Серда.
Либералы и консерваторы по примеру Народного фронта также решили выдвинуть единого кандидата и собрали свой конвент, на котором из 1319 делегатов 1285 проголосовали за министра финансов страны, банкира и известного антикоммуниста Густаво Росса. Его также поддержали Национальная фаланга и церковные круги. Росс запугивал избирателей, утверждая, что победа Народноrо фронта превратит Чили в «колонию Москвы» и приведёт к массовому террору и преследованию верующих.
На муниципальных выборах 1938 года, считавшихся «репетицией» президентских, Народный фронт получил 188 704 голосов (38,90 %) и 500 мест из 1485, несмотря на активное давление со стороны либералов, консерваторов, ибаньистов и нацистов, пытавшихся скомпромитировать левые партии и их кандидатов.
4 сентября 1938 года 40 тысяч сторонников Ибаньеса, среди которых было много парамилитарес, вышли на улицы Сантьяго и прошлись маршем по его центру. На следующий день чилийские нацисты предприняли попытку вооружённого путча с целью срыва выборов и силового захвата власти в стране. Штурмовики фон Марееса атаковали Чилийский университет и рабочий страховой банк, быстро захватив их и обстреливая расположенный поблизости дворец «Ла-Монеда» из стрелкового оружия, убив одного из охранявших резиденцию карабинеров. Они рассчитывали (вероятно, по примеру «марша на Рим»), что Вооружённые силы Чили де-факто поддержат их выступление, однако командующие родами войск (несмотря на то, что президент Алессандри был груб по отношению к ним) не стали вмешиваться в события. Корпус карабинеров быстро восстановил контроль над ситуацией и подавил путч. 60 захваченных в плен боевиков были расстреляны на месте по приказу президента, а Ибаньес и фон Мареес оказались за решёткой.
Ходили слухи, что выступление НСДЧ было организовано с подачи самого Алессандри, чтобы устранить Ибаньеса, мешавшего его протеже Россу. Обозлённый Ибаньес заявил, что снимает свою кандидатуру в пользу Серды и призвал своих сторонников голосовать за Народный фронт.
25 октября 1938 года Педро Агирре Серда был избран Президентом Чили, получив 227 720 голосов (50,44%) против 218 609 голосов (49,51%) за Густаво Росса. Тот попытался обвинить Народный фронт в фальсификации голосования, но доказательств этого обнаружено не было.

### Реформы правительства Народного фронта
23 декабря Серда принёс присягу и вступил в права главы государства. В сформированное им правительство вошли 6 радикалов, 3 социалиста, 2 демократа и 1 представитель Социалистического союза (небольшой откол от СПЧ). КПЧ из тактических соображений отказалась войти в правительство, но поддерживала его в парламенте.
Программа Народного фронта была выдержана в русле кейнсианства с явным влиянием американского Нового курса Рузвельта. Предполагалось укрепить государственный сектор экономики, провести аграрную реформу, пересмотреть налоговую политику в сторону усиления налогообложения зажиточных слоёв населения и иностранных горнодобывающих компаний, а также создать картель, который взял бы под контроль добычу селитры.
Новое правительство ещё не успело приступить к своим обязанностям, как 25 января 1939 года в Чили произошло мощное землетрясение, в результате которого погибли тысячи людей, а 600 тысяч человек лишились крова. С целью ликвидации последствий трагедии была создана Корпорация реконструкции, что вызвало нападки со стороны правой оппозиции. В апреле 1939 года, вопреки сопротивлению правых сил в Конгрессе и с перевесом в один голос (консерватора Хосе Уррехола), была создана государственная Корпорация развития производства (CORFO), в задачи которой входила аккумуляция средств для проведения индустриализации и создании национальной промышленности, а также разработка и регулирование производственных планов. Правительство также провело кадровые перестановки в среде чилийского генералитета, отправляя в отставку реакционно настроенных офицеров. При этом были отвергнуты предложения КПЧ о назначении на государственные должности её представителей. Оппозиция не приняла реформ и обвиняла президента Серду в «неэффективном расходовании бюджетных средств» и «недопустимом вмешательстве в частное предпринимательство».
Ситуацией вновь решил воспользоваться Ибаньес, амнистированный новым президентом сразу же после вступления в должность. При поддержке ряда генералов, особенно Арносто Эррера, экс-диктатор предпринял очередную попытку военного переворота, 25 августа подняв восстание артиллерийского полка, дислоцированного в Сантьяго. Генерал Эррера связался по телефону с дворцом «Ла-Монеда», потребовав от президента подать в отставку и улететь в любую страну Латинской Америки на свой выбор. Серда отверг ультиматум и посоветовал генералу самому воспользоваться самолётом. Социалистическая партия мобилизовала свои парамилитарные силы под командованием Сальвадора Альенде, а коммунисты и Конфедерация трудящихся вывели на улицы 50 тысяч сторонников Народного фронта. Это побудило Вооружённые силы поддержать президента и окружить путчистов, которые вскоре после этого сложили оружие. Ибаньес, Эррера и ещё 63 офицера-заговорщика были арестованы.
Провал ибаньистского путча позволил Серде реорганизовать правительство, исключив оттуда министров, симпатизировавших правым силам.

## Состав
Жирным шрифтом выделены партии-учредители коалиции.
| Партия                                                                | Идеология                                                                          |
| --------------------------------------------------------------------- | ---------------------------------------------------------------------------------- |
| Радикальная партия Чили (исп. Partido Radical de Chile)               | Радикализм, реформизм, центризм, социал-демократия (меньшинство)                   |
| Коммунистическая партия Чили (исп. Partido Comunista de Chile)        | Коммунизм, марксизм-ленинизм, реформизм, демократический социализм                 |
| Социалистическая партия Чили (исп. Partido Socialista de Chile)       | Марксизм, революционный социализм, реформизм (меньшинство), троцкизм (меньшинство) |
| Демократическая партия (исп. Partido Democrático)                     | Либерализм, популизм                                                               |
| Радикальная социалистическая партия (исп. Partido Radical Socialista) | Радикализм, демократический социализм, лейборизм, лаицизм                          |

## Электоральные результаты

### Президентские выборы в Чили (1938)
| \| \| \| | 50,45 % |
|          |         |

|  |  |

| \| \| \| | 49,52 % |
|          |         |

|  |  |

| \| \| \| | 0,03 % |
|          |        |

|  |  |

### Муниципальные выборы
| \| \| \| | 38,90 % |
|          |         |

|  |  |